# Agliè
Agliè est une commune de la ville métropolitaine de Turin dans le Piémont, en Italie.

## Monuments
- Château ducal.
- L'église paroissiale a été construite en 1775 sur les plans de Ignazio Birago.

## Personnalités
- Guido Gozzano (1883-1916), poète qui avait sa maison de campagne à Agliè, la Villa Meleto.

| Période                                  | Période     | Identité                  | Étiquette | Qualité |
| ---------------------------------------- | ----------- | ------------------------- | --------- | ------- |
| 14 juin 2004                             | 8 juin 2009 | Giovanni Battista Rossi   |           |         |
| 8 juin 2009                              | En cours    | Edi Maria Franca Gianotti |           |         |
| Les données manquantes sont à compléter. |             |                           |           |         |

### Hameaux
Madonna delle Grazie, Santa Maria, San Grato

### Communes limitrophes
San Martino Canavese, Torre Canavese, Bairo, Vialfrè, Cuceglio, San Giorgio Canavese, Ozegna

## Galerie de photos

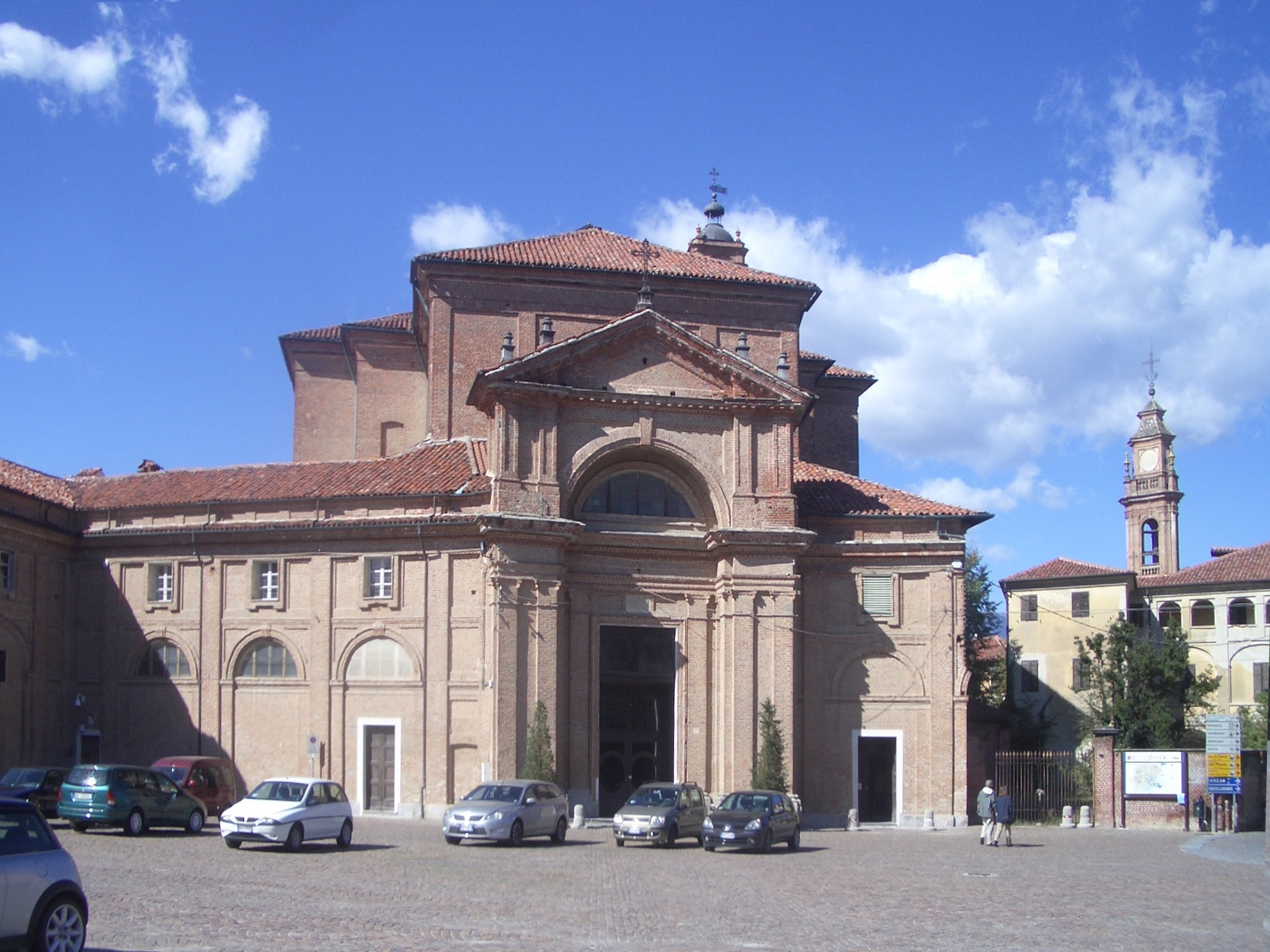
L'église paroissiale Madone de la Neige.
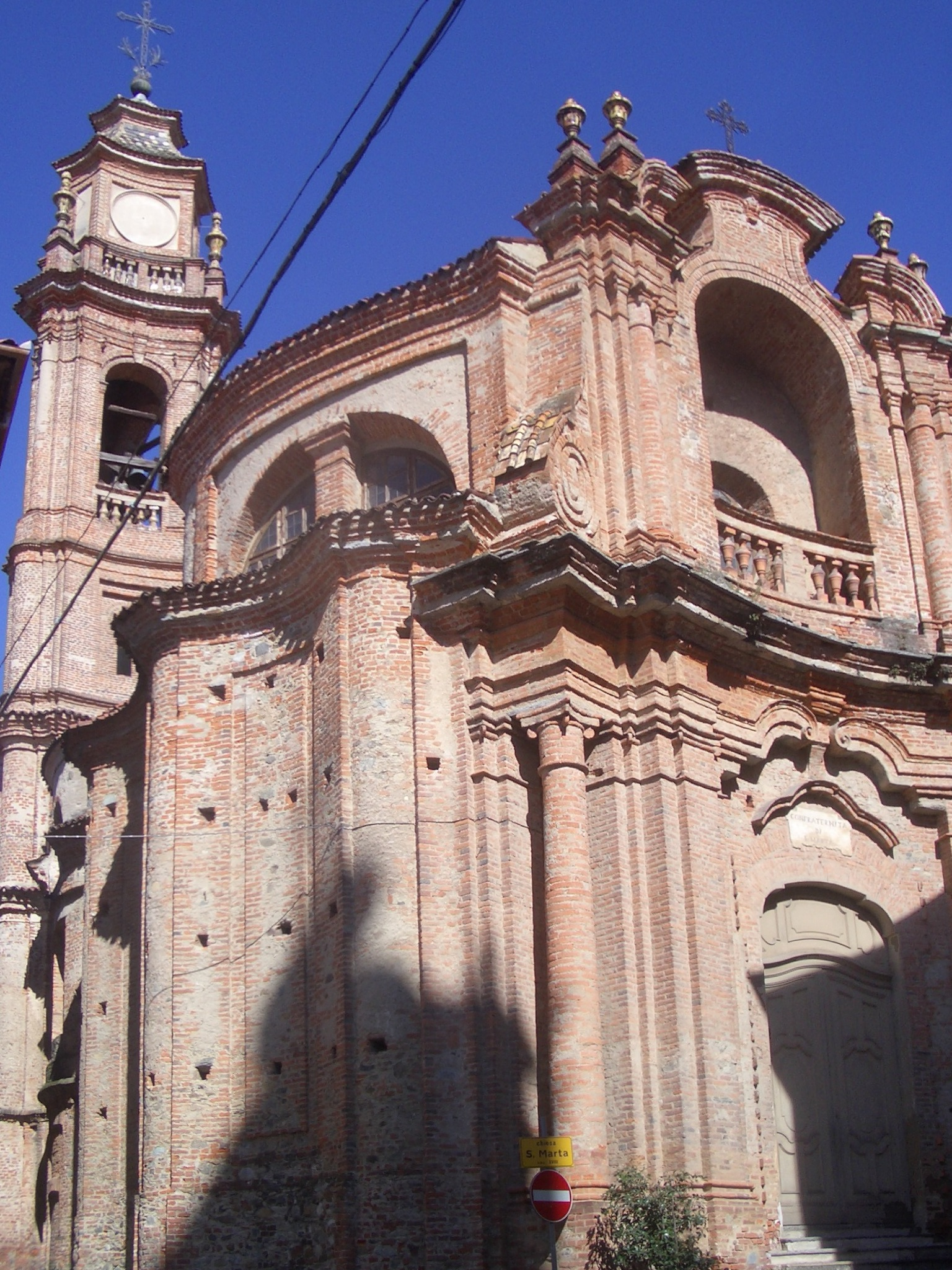
L'église Sainte Marta.
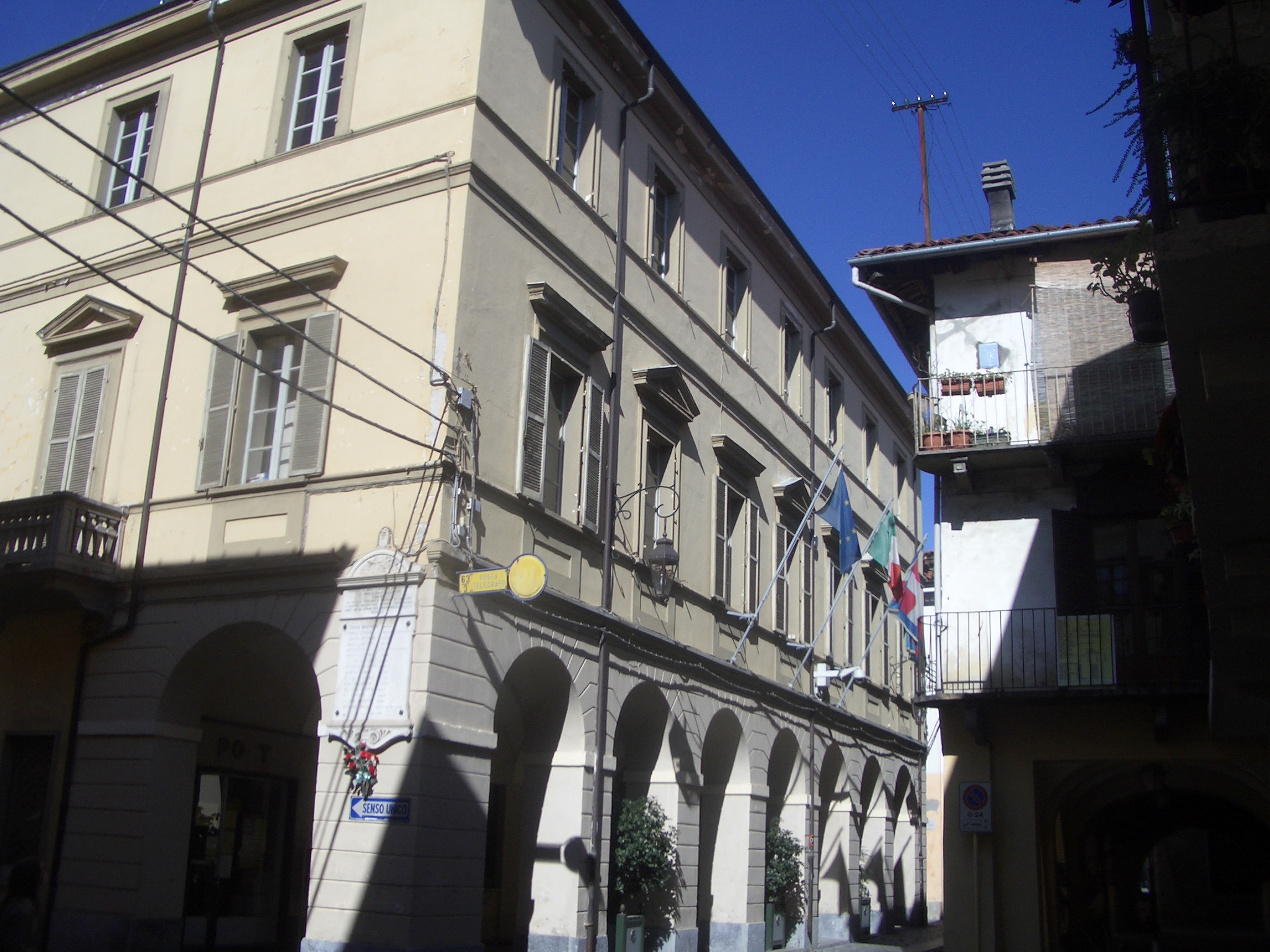
L'hôtel de ville.